# Nathan C. Wyeth
Nathan C. Wyeth (ur. 20 kwietnia 1870 w Chicago, zm. 30 sierpnia 1963 w Waszyngtonie) – amerykański architekt, członek American Institute of Architects.

## Życiorys
W 1889 roku ukończył nowojorską Metropolitan Museum of Art School z najlepszym wynikiem na roku, po czym do 1899 r. kontynuował naukę w École des Beaux-Arts, także kończąc ją z najlepszym wynikiem w swoim roczniku.
W 1900 r. przeniósł się do Waszyngtonu i w następnym roku podjął pracę dla Departamentu Skarbu jako inżynier, po czym w 1904 r. przeszedł do Departamentu Zasobów Wewnętrznych, gdzie na rok został głównym projektantem w biurze architekta Kapitolu.
W 1905 r. założył własne biuro, a jednym z jego pierwszych zleceń był projekt West Executive Office w Białym Domu. Pozytywne oceny tej realizacji przyczyniły się do powierzenia mu projektu Gabinetu Owalnego. Następnie zaprojektował Key Basin Bridge i Tidal Basin Bridge, powierzono mu także opracowanie projektu USS Maine Memorial na Narodowym Cmentarzu w Arlington. Jest także autorem projektów rezydencji, które obecnie pełnią funkcję ambasad Chile, Chin, Haiti, Meksyku i Rosji oraz rezydencji ambasadora Polski.
Po wybuchu I wojny światowej wstąpił do armii w stopniu majora i projektował dla wojska szpitale i instalacje wojskowe. Z tego okresu pochodzą m.in. projekty waszyngtońskich Columbia Hospital for Women i Emergency Hospital. Po zakończeniu wojny wyjechał do Szwajcarii, gdzie spędził kilka lat na powrót stanu zdrowia sprzed wojny. W 1923 r. powrócił do Waszyngtonu i rozpoczął współpracę z Francisem P. Sullivanem, jednak z powodu wybuchu wielkiego kryzysu, który spowodował załamanie rynku budownictwa, został zmuszony do zamknięcia tej działalności i podjęcia pracy w charakterze architekta miejskiego Waszyngtonu, którą wykonywał od 1934 roku aż do przejścia na emeryturę w roku 1946.